# Inferència freqüentista
La inferència freqüentista és un tipus d'inferència estadística basada en la probabilitat freqüentista, que tracta la "probabilitat" en termes equivalents a la "freqüència" i extreu conclusions a partir de dades de mostra mitjançant l'emfatització de la freqüència o proporció de les troballes a les dades. La inferència freqüentista subjau a l'estadística freqüentista, en la qual es fonamenten les metodologies ben establertes de prova d'hipòtesis estadístiques i intervals de confiança.

## Història de l'estadística freqüentista
La formulació principal del freqüentisme parteix de la presumpció que les estadístiques es podrien percebre com una freqüència probabilística. Aquesta visió va ser desenvolupada principalment per Ronald Fisher i l'equip de Jerzy Neyman i Egon Pearson. Ronald Fisher va contribuir a l'estadística freqüentista desenvolupant el concepte freqüentista de "prova de significació", que és l'estudi de la importància d'una mesura d'una estadística en comparació amb la hipòtesi. Neyman-Pearson va estendre les idees de Fisher a múltiples hipòtesis conjecturant que la proporció de probabilitats de les hipòtesis quan es maximitza la diferència entre les dues hipòtesis condueix a una maximització de la superació d'un valor p determinat, i també proporciona la base dels errors de tipus I i de tipus II. Per obtenir més informació, consulteu la pàgina de bases de les estadístiques.

## Definició
Per a la inferència estadística, l'estadística sobre la qual volem fer inferències és {\displaystyle y\in Y}, on el vector aleatori {\displaystyle Y} és una funció d'un paràmetre desconegut, {\displaystyle \theta }. El paràmetre {\displaystyle \theta } es divideix encara més en ({\displaystyle \psi ,\lambda }), on {\displaystyle \psi } és el paràmetre d'interès, i {\displaystyle \lambda } és el paràmetre molest. Per concreció, {\displaystyle \psi } podria ser la mitjana de la població, {\displaystyle \mu }, i el paràmetre de molèsties {\displaystyle \lambda } la desviació estàndard de la mitjana de la població, {\displaystyle \sigma }. 
Per tant, la inferència estadística es refereix a l'expectativa de vector aleatori {\displaystyle Y}, {\displaystyle E(Y)=E(Y;\theta )=\int yf_{Y}(y;\theta )dy}.
Per construir àrees d'incertesa en la inferència freqüentista, s'utilitza un pivot que defineix l'àrea al voltant {\displaystyle \psi } que es pot utilitzar per proporcionar un interval per estimar la incertesa. El pivot és una probabilitat tal que per a un pivot, {\displaystyle p}, que és una funció, això {\displaystyle p(t,\psi )} augmenta estrictament {\displaystyle \psi }, on {\displaystyle t\in T} és un vector aleatori. Això permet que, per uns 0 < {\displaystyle c} < 1, podem definir {\displaystyle P\{p(T,\psi )\leq p_{c}^{*}\}}, que és la probabilitat que la funció de pivot sigui inferior a un valor ben definit. Això implica {\displaystyle P\{\psi \leq q(T,c)\}=1-c}, on {\displaystyle q(t,c)} és un {\displaystyle 1-c} límit superior per {\displaystyle \psi }. Tingues en compte que {\displaystyle 1-c} és una sèrie de resultats que defineixen un límit unilateral per {\displaystyle \psi }, i això {\displaystyle 1-2c} és un límit a dues cares per {\displaystyle \psi }, quan volem estimar una sèrie de resultats on {\displaystyle \psi } pot passar. Això defineix rigorosament l'interval de confiança, que és el rang de resultats sobre els quals podem fer inferències estadístiques.